# Dichrostachys santapaui
Dichrostachys santapaui är en ärtväxtart som beskrevs av Francesco Antonio Sebastiani och Ramam. Dichrostachys santapaui ingår i släktet Dichrostachys och familjen ärtväxter. Inga underarter finns listade i Catalogue of Life.